# Obelignathus
Obelignathus (il cui nome significa "mandibola di Obelix") è un genere estinto di dinosauri ornitopodi rabdodontomorfi vissuto nel Cretaceo superiore (Campaniano superiore–Maastrichtiano inferiore), in quella che oggi è la Formazione "Grès à Reptiles" in Francia. Il genere comprende una singola specie, la specie tipo O. septimanicus, nota per un dentario destro. La specie fu inizialmente classificata come una specie del coevo Rhabdodon.

## Scoperta e denominazione

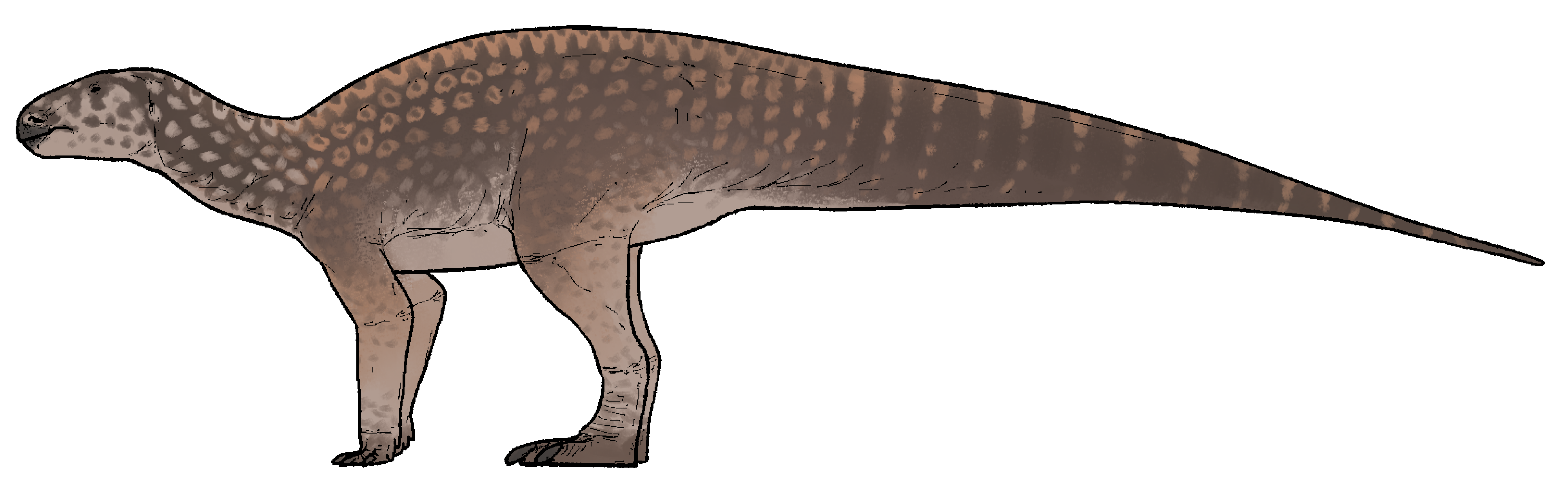
Ricostruzione artistica di O. septimanicus

L'esemplare olotipo di Obelignathus, MDE D30, venne scoperto nel 1990 in affioramenti della Formazione 'Grès à Reptiles' vicino a Montouliers nel comune di Saint-Chinian dell'Hérault, nel sud della Francia. L'esemplare è costituito da un dentario destro isolato, privo della parte anteriore (frontale).
L'esemplare fu descritto per la prima volta nel 1991 da Éric Buffetaut e Jean Le Loeuff, i quali, sulla base della morfologia generale e dell'anatomia dentale, lo identificarono come appartenente al genere Rhabdodon, considerato un hypsilophodonte nel 1869. Tuttavia, descrissero l'esemplare come appartenente ad una nuova specie del genere, ossia R. septimanicus, a causa di diverse caratteristiche anatomiche. Il nome della specie,  septimanicus, fa riferimento a Settimania, una regione storica della Francia corrispondente alla Linguadoca, dove si trova la località tipo di Montouliers.
Nel 2025, Czepiński e Madzia descrissero Obelignathus come un nuovo genere di rabdodontomorfo per "Rhabdodon" septimanicus sulla base di questi resti fossili. Il nome del genere Obelignathus combina un riferimento a Obelix, un personaggio immaginario della serie di fumetti Asterix e Obelix, con il greco γνάθος/gnáthos, che significa "mandibola", riferendosi alla forza simile del personaggio e alla robusta morfologia del dentario olotipo.

## Classificazione

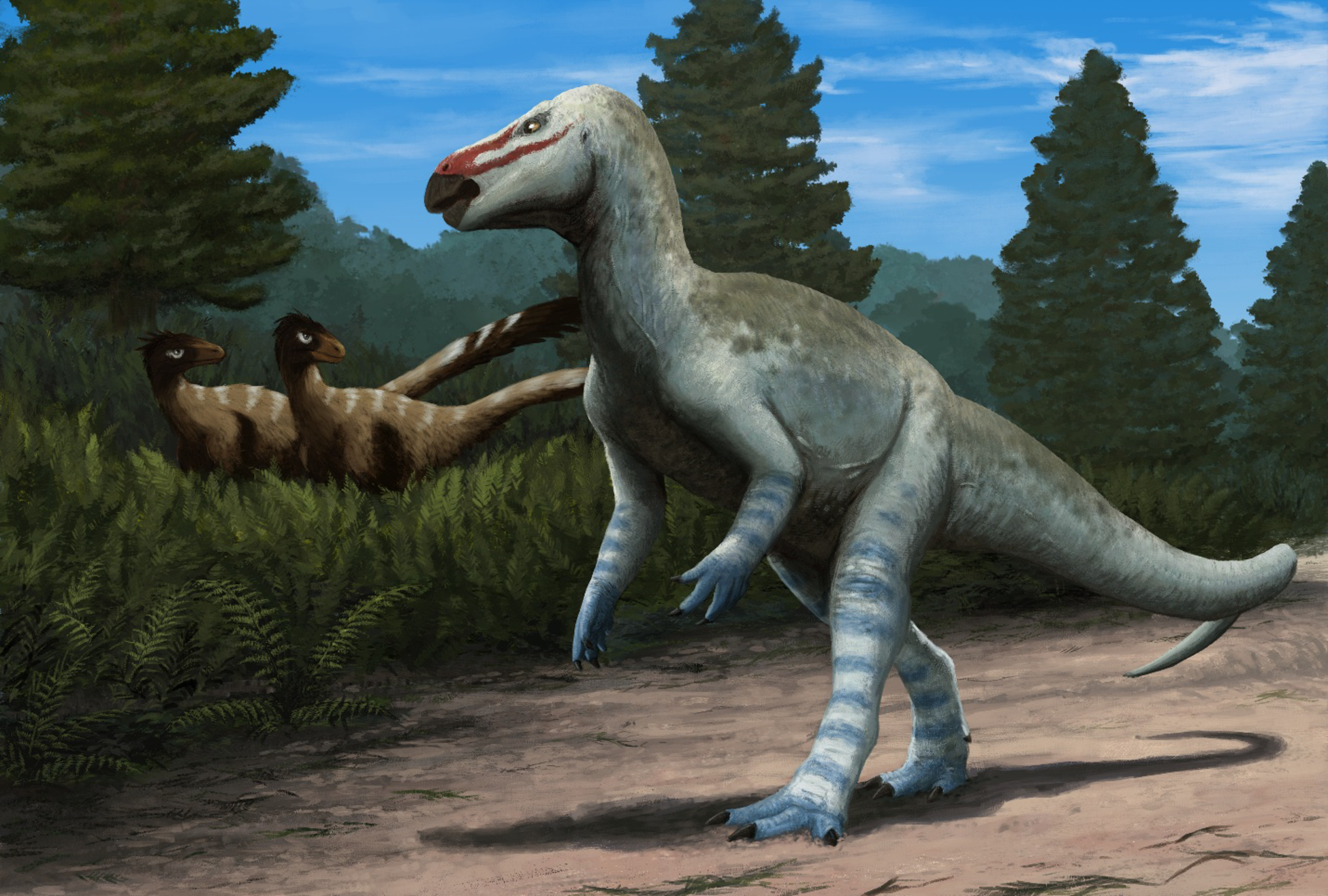
Ricostruzione artistica speculativa di Obelignathus e di due dromaeosauridi nel loro ambiente

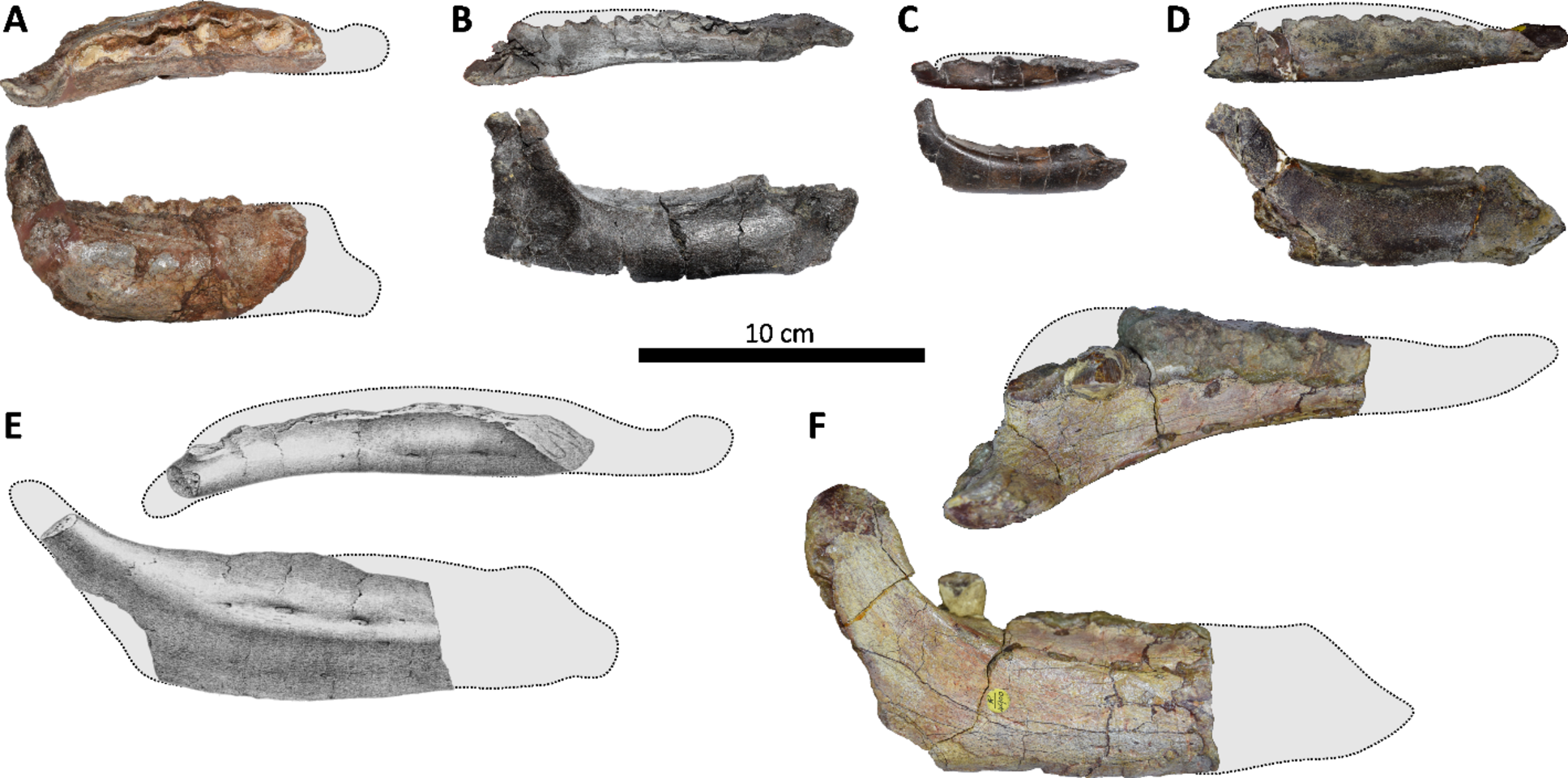
Diverse mandibola di rhabdodontomorfi europei, con Obelignathus segnato in A

Per determinare le affinità filogenetiche di Obelignathus, Czepiński & Madzia (2025) hanno utilizzato una versione aggiornata del completo set di dati filogenetici di Fonseca et al. (2024), che avevano recuperato indipendentemente "Rhabdodon" septimanicus al di fuori del genere Rhabdodon e suggerito che potrebbe rappresentare un taxon distinto da Rhabdodon priscus.
Nella loro analisi filogenetica Czepiński e Madzia inclusero anche il 'rhabdodontomorfo di Quarante' come un'unità tassonomica operativa (OTU) separata; gli esemplari che compongono questa OTU sono stati riferiti a cf. "R." septimanicus in una tesi di dottorato, ma non sono ancora stati formalmente descritti. Utilizzando la ponderazione implicita e valori K di 15 e 21, gli autori hanno identificato Obelignathus come il membro più basale di Rhabdodontomorpha. Questi risultati sono mostrati nel cladogramma sottostante:
|  | Iani                                                                           |
|  |                                                                                |
|  | \| \| Tenontosaurus tilletti \| \| \| \| \| \| Tenontosaurus dossi \| \| \| \| |
|  |                                                                                |
|  | Tenontosaurus tilletti                                                         |
|  |                                                                                |
|  | Tenontosaurus dossi                                                            |
|  |                                                                                |

|  | Tenontosaurus tilletti |
|  |                        |
|  | Tenontosaurus dossi    |
|  |                        |

|  | Iani                                                                           |
|  |                                                                                |
|  | \| \| Tenontosaurus tilletti \| \| \| \| \| \| Tenontosaurus dossi \| \| \| \| |
|  |                                                                                |
|  | Tenontosaurus tilletti                                                         |
|  |                                                                                |
|  | Tenontosaurus dossi                                                            |
|  |                                                                                |

|  | Tenontosaurus tilletti |
|  |                        |
|  | Tenontosaurus dossi    |
|  |                        |

|  | Mochlodon vorosi |
|  |                  |
|  | Mochlodon suessi |
|  |                  |

|  | Zalmoxes shqiperorum |
|  |                      |
|  | Zalmoxes robustus    |
|  |                      |
|  | Pareisactus          |
|  |                      |
|  | Matheronodon         |
|  |                      |

|  | Mochlodon vorosi |
|  |                  |
|  | Mochlodon suessi |
|  |                  |

|  | Zalmoxes shqiperorum |
|  |                      |
|  | Zalmoxes robustus    |
|  |                      |
|  | Pareisactus          |
|  |                      |
|  | Matheronodon         |
|  |                      |

|  | Iani                                                                           |
|  |                                                                                |
|  | \| \| Tenontosaurus tilletti \| \| \| \| \| \| Tenontosaurus dossi \| \| \| \| |
|  |                                                                                |
|  | Tenontosaurus tilletti                                                         |
|  |                                                                                |
|  | Tenontosaurus dossi                                                            |
|  |                                                                                |

|  | Tenontosaurus tilletti |
|  |                        |
|  | Tenontosaurus dossi    |
|  |                        |

|  | Iani                                                                           |
|  |                                                                                |
|  | \| \| Tenontosaurus tilletti \| \| \| \| \| \| Tenontosaurus dossi \| \| \| \| |
|  |                                                                                |
|  | Tenontosaurus tilletti                                                         |
|  |                                                                                |
|  | Tenontosaurus dossi                                                            |
|  |                                                                                |

|  | Tenontosaurus tilletti |
|  |                        |
|  | Tenontosaurus dossi    |
|  |                        |

|  | Mochlodon vorosi |
|  |                  |
|  | Mochlodon suessi |
|  |                  |

|  | Zalmoxes shqiperorum |
|  |                      |
|  | Zalmoxes robustus    |
|  |                      |
|  | Pareisactus          |
|  |                      |
|  | Matheronodon         |
|  |                      |

|  | Mochlodon vorosi |
|  |                  |
|  | Mochlodon suessi |
|  |                  |

|  | Zalmoxes shqiperorum |
|  |                      |
|  | Zalmoxes robustus    |
|  |                      |
|  | Pareisactus          |
|  |                      |
|  | Matheronodon         |
|  |                      |

|  | Iani                                                                           |
|  |                                                                                |
|  | \| \| Tenontosaurus tilletti \| \| \| \| \| \| Tenontosaurus dossi \| \| \| \| |
|  |                                                                                |
|  | Tenontosaurus tilletti                                                         |
|  |                                                                                |
|  | Tenontosaurus dossi                                                            |
|  |                                                                                |

|  | Tenontosaurus tilletti |
|  |                        |
|  | Tenontosaurus dossi    |
|  |                        |

|  | Iani                                                                           |
|  |                                                                                |
|  | \| \| Tenontosaurus tilletti \| \| \| \| \| \| Tenontosaurus dossi \| \| \| \| |
|  |                                                                                |
|  | Tenontosaurus tilletti                                                         |
|  |                                                                                |
|  | Tenontosaurus dossi                                                            |
|  |                                                                                |

|  | Tenontosaurus tilletti |
|  |                        |
|  | Tenontosaurus dossi    |
|  |                        |

|  | Mochlodon vorosi |
|  |                  |
|  | Mochlodon suessi |
|  |                  |

|  | Zalmoxes shqiperorum |
|  |                      |
|  | Zalmoxes robustus    |
|  |                      |
|  | Pareisactus          |
|  |                      |
|  | Matheronodon         |
|  |                      |

|  | Mochlodon vorosi |
|  |                  |
|  | Mochlodon suessi |
|  |                  |

|  | Zalmoxes shqiperorum |
|  |                      |
|  | Zalmoxes robustus    |
|  |                      |
|  | Pareisactus          |
|  |                      |
|  | Matheronodon         |
|  |                      |

|  | Iani                                                                           |
|  |                                                                                |
|  | \| \| Tenontosaurus tilletti \| \| \| \| \| \| Tenontosaurus dossi \| \| \| \| |
|  |                                                                                |
|  | Tenontosaurus tilletti                                                         |
|  |                                                                                |
|  | Tenontosaurus dossi                                                            |
|  |                                                                                |

|  | Tenontosaurus tilletti |
|  |                        |
|  | Tenontosaurus dossi    |
|  |                        |

|  | Iani                                                                           |
|  |                                                                                |
|  | \| \| Tenontosaurus tilletti \| \| \| \| \| \| Tenontosaurus dossi \| \| \| \| |
|  |                                                                                |
|  | Tenontosaurus tilletti                                                         |
|  |                                                                                |
|  | Tenontosaurus dossi                                                            |
|  |                                                                                |

|  | Tenontosaurus tilletti |
|  |                        |
|  | Tenontosaurus dossi    |
|  |                        |

|  | Mochlodon vorosi |
|  |                  |
|  | Mochlodon suessi |
|  |                  |

|  | Zalmoxes shqiperorum |
|  |                      |
|  | Zalmoxes robustus    |
|  |                      |
|  | Pareisactus          |
|  |                      |
|  | Matheronodon         |
|  |                      |

|  | Mochlodon vorosi |
|  |                  |
|  | Mochlodon suessi |
|  |                  |

|  | Zalmoxes shqiperorum |
|  |                      |
|  | Zalmoxes robustus    |
|  |                      |
|  | Pareisactus          |
|  |                      |
|  | Matheronodon         |
|  |                      |